# Bernard Kus
Bernard Kus, wł. Bernhard Adolf Kuss (ur. 20 kwietnia 1934 w Gliwicach, zm. 1 marca 2015 w Bytomiu) – polski rolnik, polityk i działacz społeczny, poseł na Sejm PRL VI, VII i VIII kadencji, wiceprezes ZSL, lider Mniejszości Niemieckiej w Polsce.

## Życiorys
Był synem Jana, uzyskał wykształcenie średnie, pracował we własnym gospodarstwie rolnym w Ligocie Sternalickiej. W 1957 został wiceprezesem Powiatowego Zarządu Kółek Rolniczych, a także wstąpił do Związku Młodzieży Wiejskiej i Zjednoczonego Stronnictwa Ludowego, w którym pełnił funkcję prezesa Gminnego Komitetu w Radłowie, zasiadał we władzach powiatowych w Oleśnie i wojewódzkich w Opolu, a w latach 1973–1988 w Naczelnym Komitecie partii – do 1981 w prezydium, od 1980 pełniąc przez niespełna pięć miesięcy funkcję wiceprezesa. W 1972 uzyskał mandat poselski w okręgu wyborczym Opole, a w 1976 i 1980 w okręgu Częstochowa. W latach 1981–1983 był wiceprzewodniczącym Ogólnopolskiego Komitetu Frontu Jedności Narodu. Zaangażował się później w działalność Towarzystwa Społeczno-Kulturalnego Niemców na Śląsku Opolskim, zasiadał w jego zarządzie. Od 1997 do 1998 pełnił funkcję wójta gminy Radłów. Był także przewodniczącym rady tej gminy oraz przewodniczącym rady powiatu oleskiego. Do 2010 zasiadał w radzie powiatu z ramienia Mniejszości Niemieckiej, nie ubiegał się następnie o reelekcję. W 2001 z listy MN kandydował bezskutecznie do Sejmu RP.
Był także działaczem społecznym zajmującym się historią regionu. Współuczestniczył w przygotowaniach do „Pojednania” pod Mokrą w 1999 – spotkania żołnierzy polskich i niemieckich. 26 lipca 2008 odebrał medal Zasłużony dla Ziemi Oleskiej. Wcześniej otrzymał Złoty i Srebrny Krzyż Zasługi oraz Krzyż Kawalerski Orderu Odrodzenia Polski. Mieszkał w Psurowie, skąd pochodziła jego rodzina; miał siostrę bliźniaczkę Edeltraudę.
Pochowany na cmentarzu parafialnym w Sternalicach.